# Bacon (vlees)

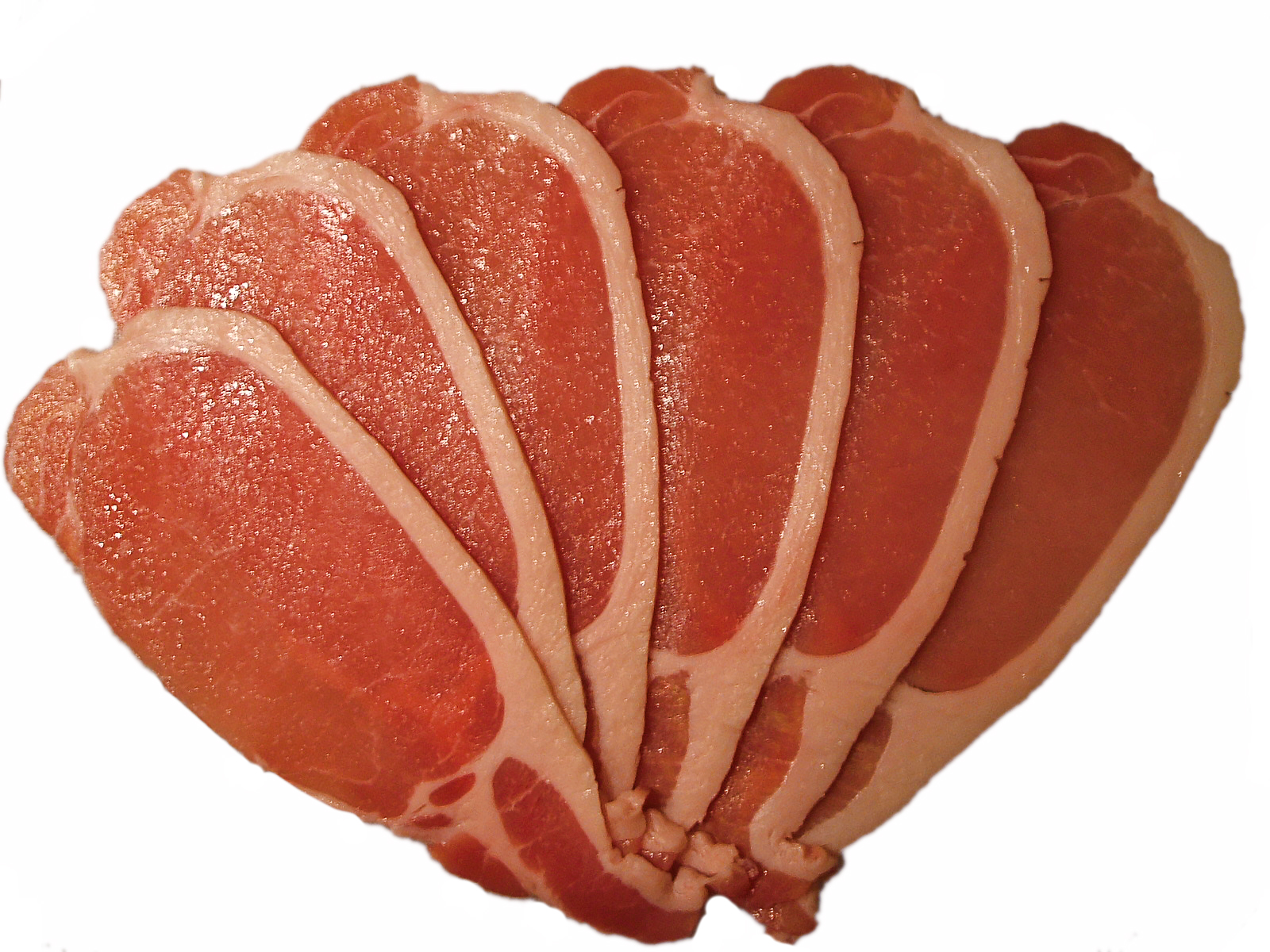
rauwe bacon

Bacon bestaat uit stukken vlees die gesneden worden van de karbonadestrook van het varken, een strook vlees op de rug van het dier. Het vlees bevat een strook spek. Om bacon te verkrijgen wordt het vlees geconserveerd (gezouten, gedroogd en mogelijk ook gerookt). Het wordt gewoonlijk in dunne plakken gesneden en gebruikt als een ingrediënt in een recept, vanwege het vet en de smaak. In het Engels refereert het woord bacon aan elk soort spek, waardoor verwarring kan ontstaan. Ook vindt men voorgekookte bacon.

## Conservering en roken

### Droge bereiding
Bacon wordt gewoonlijk ingezouten, dat wil zeggen dat het vlees gedurende een aantal dagen met zout wordt ingewreven om het zo te drogen. Met de eventuele bijvoegingen van suiker en specerijen wordt het dan twee weken ter droging weggehangen. Daarna moet het tot wel negen maanden in een koele luchtige ruimte 'rijpen'. Minder tijd volstaat hiertoe als de bacon wordt gerookt.

### Natte bereiding
Bij een natte bereiding wordt de bacon in een keukenzout-wateroplossing ondergedompeld, gedurende twee tot drie dagen. Zoete bacon verkrijgt men door suiker aan deze oplossing toe te voegen. Toevoegingen kunnen ook bestaan uit honing en esdoornsiroop. Hierna moet het vlees nog twee weken worden weggehangen om te drogen en te rijpen.
In de moderne vleesindustrie gebruikt men deze natte bereiding, waarbij evenwel nog water, natriumnitraat en fosfaat worden geïnjecteerd waardoor het rijpingsproces wordt versneld en het volume vermeerderd.
In de vleesindustrie wordt bacon gewoonlijk slechts zes tot vierentwintig uur geconserveerd alvorens te worden gekookt. Als de bacon dan gebakken wordt, kan het voorkomen dat er een witte vloeistof uitloopt.

### Roken

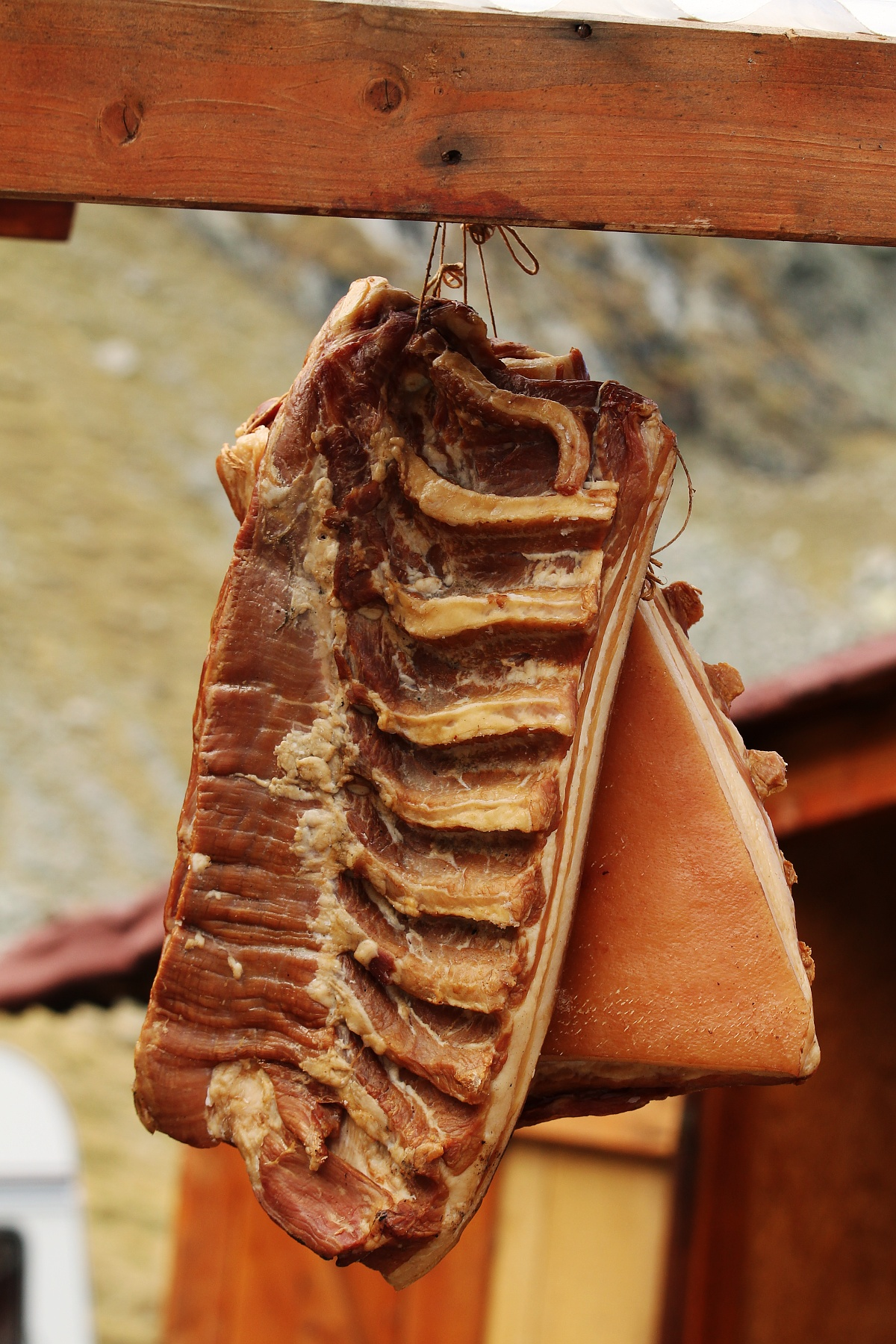
Gerookte bacon aan een stuk

Bacon wordt veelal gerookt om de smaak te verrijken en ook om het conserveringsproces te versnellen. Niet gerookte bacon noemt men wel rauwe bacon maar ook wel "Engelse bacon".
Gerookte bacon wordt verkregen door deze in een afgesloten ruimte boven smeulende houtsnippers te drogen. Door verschillende houtsoorten te gebruiken, zoals appel, beuk, kersen, noten, of eik kan men smaakvarianten verkrijgen. Bij een laag vuur wordt de bacon in twee tot drie weken gedroogd, of in een paar dagen over een heet vuur, waarbij het vlees dan ten dele gaar wordt.
In de vleesindustrie wordt bacon in grote heteluchtovens gegaard (convectie-ovens). Dit proces geschiedt in partijen of aan de lopende band. Een partij wordt in een oven, stationair, zowel gegaard als gerookt. In een lopende bandproces wordt de bacon aan een monorailsysteem gehangen die door een gaaroven en een rookkamer voert. De rooksmaak wordt verkregen door de verbranding van houtsnippers, of door de bacon met een vloeibaar rookextract te besproeien. Door het gebruik van heteluchtovens beslaat de conservering in de vleesindustrie niet meer dan 6 uur.
Nadat de bacon gaar is en gerookt moet deze nog worden gekoeld alvorens men deze kan persen en snijden. In de vleesindustrie moet de bacon tot onder 4,44°C worden gekoeld in minder dan zes uur om bacteriegroei te voorkomen en zo de houdbaarheid te bevorderen.

## Productie
In Nederland wordt bacon voornamelijk geproduceerd van het Large White (Groot Yorkshire) varken. Nederlandse bacon wordt grotendeels geëxporteerd naar Europese landen en delen van Azië.

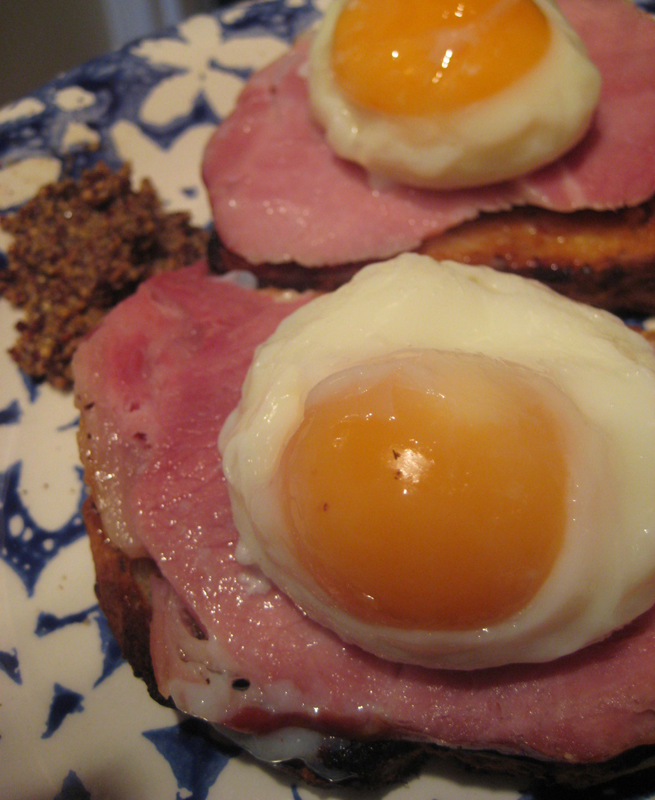
Gepocheerde eieren met gerookte bacon op toast

## Toepassingen
Bacon wordt in Nederland vooral gebruikt op brood, in combinatie met gebakken ei. De bacon wordt dan vaak meegebakken, waardoor het vlees knapperig wordt. In Engeland wordt gebakken bacon gebruikt bij het traditionele ontbijt, ook in combinatie met gebakken ei, dit wordt aangeduid met bacon and eggs. Daarvoor wordt echter ook wel ontbijtspek gebruikt.